# مايكل بادناريك
مايكل ج. بادناريك (1 أغسطس 1954 - 11 أغسطس 2022)، هو مهندس برمجيات وسياسي ومقدم برنامج حواري إذاعي أمريكي. وكان مرشح عن الحزب التحرري لمنصب رئيس الولايات المتحدة في الانتخابات الرئاسية سنة 2004، واحتل المركز الرابع في السباق خلف المرشح المستقل رالف نادر والمرشحين الرئيسيين للحزب جورج بوش الابن وجون كيري.

## روابط خارجية
- مقابلة المعهد الليبرالي مع مايكل بادناريك نسخة محفوظة 16 مايو 2021 على موقع واي باك مشين. في أبريل 2005
- مرات الظهور على سي-سبان
- موقع إلكتروني لفئة مايكل بادناريك في الدستور نسخة محفوظة 2020-01-24 على موقع واي باك مشين.
- تسجيل لمدة ثماني ساعات لفصل الدستور لبادناريك